# Касерес, Андрес Авелино
Андре́с Авели́но Ка́серес Доррегара́й (исп. Andrés Avelino Cáceres Dorregaray; 10 ноября 1831, Аякучо — 10 октября 1923, Лима) — президент республики Перу с 3 июня 1886 по 10 августа 1890 года (1-й раз) и с 10 августа 1894 по 20 марта 1895 года (2-й раз). Великий маршал Перу (1919).
Родился в Аякучо в 1836 году. Вступил в армию кадетом в батальон Аякучо в 1854 году. Когда в 1859 году разразилась война между Перу и Эквадором, Касерес принял участие в кампании. После окончания конфликта в 1860 году президент Кастилья назначил Касереса военным атташе во Франции. Вернулся в Перу в 1862 году. Участвовал в битве Дос-де-Майо против Испании в 1866 году. После четырех лет, посвященных сельскому хозяйству, он вернулся в армию в 1872 году, чтобы сражаться против восстания полковника Томаса Гутьерреса против президента Хосе Бальты.
В 1879 году, когда Чили объявила войну Перу и Боливии, он был префектом Куско. В Южной кампании он участвовал в сражениях при Сан-Франциско (1879 г.), Тарапаке (1879 г.) и Альто-де-ла-Альянса (1880 г.). В январе 1881 года он отличился при обороне Лимы (в сражениях при Сан-Хуане и Мирафлоресе). Был ранен и спрятался в столице, затем отправился в центральные горы. 26 апреля 1881 года Касерес был назначен политическим и военным руководителем департаментов центра. Он начал партизанскую войну (Кампания Бренья) против чилийских оккупантов, для которой мобилизовал крестьян. Благодаря поддержке местных жителей, труднопроходимой местности и собственным военным навыкам Касерес разбил несколько посланных против него чилийских экспедиций в сражении при Пукаре и в июле 1882 года при Маркавалле и Ла-Консепсьоне. За эти подвиги он получил прозвище Брухо де лос Анд (Андский чернокнижник). Но, несмотря на весь его талант и решимость, 10 июля 1883 года он потерпел поражение от лучше вооруженных и обученных чилийских войск в битве при Уамачуко.
Касерес решительно выступал против Анконского мирного договора и отказался признать правительство генерала Мигеля Иглесиаса, подписавшего его, считая его предателем родины. 6 июня 1884 года он выпустил манифест, в котором всё же признавал действительность Анконского договора, но объявил, что начнёт борьбу против Иглесиаса. В результате гражданской войны он, вступив со своими войсками в Лиму, в декабре 1885 года сверг президента Иглесиаса и 3 июня 1886 году был избран президентом.
В четырёхлетнее правление Касереса была ликвидирована хаотическая ситуация, вызванная войной, и одновременно восстановлен внутренний мир. Именно тогда были заложены основы Национальной реконструкции. В качестве решения послевоенных проблем государство передало кредиторам контроль над своими железными дорогами, концессию на гуано, ежегодные выплаты в течение 33 лет и несколько мелких уступок. В обмен кредиторы согласились выплатить долг страны и расширить ее железные дороги. После победы Моралеса, официального кандидата на президентских выборах 13 апреля 1890 года, Касерес 10 августа того же года передал власть своему преемнику. В 1890 году новый президент назначил его посланником в Лондон. В 1894, после смерти Моралеса, Касерес был вновь избран президентом, однако уже в 1895 году отказался от власти в результате гражданской войны. По результатам выборов президентом стал Николас де Пьерола.
Касерес покинул страну, чтобы позже вернуться и участвовать в политической жизни страны. Был послом Перу в Европе, сначала в Италии (1905—1911), а затем в Германской империи (1911—1914). В 1919 году Национальное собрание присвоило ему звание маршала Перу. Касерес умер в Анконе в 1923 году.

## Память
- Генерал Андрес Авелино Касерес Доррегара, изображён на перуанской банкноте 1000 инти 1988 года.